# إل إس دي: دريم إيموليتور
إل إس دي: دريم إيموليتور (بالإنجليزية:LSD: Dream Emulator)، هي لعبة فيديو يابانية، والتي طورها ونشرها آسميك أيس إنترتنمنت، وهي من نوع مغامرات والحلم في الخيال، وتختصر اللعبة إلى إل إس دي (LSD)، صدرت في الأسواق اليابانية سنة 1998، وتعمل حصراً لنظام التشغيل بلاي ستيشن، وتم إعادة الإصدار في الحساب الياباني لنظام بلاي ستيشن 3.

## طريقة اللعبة
تبدأ اللعبة بشخص مجهول يرى في المنام بأنه يكتشف البيئات المتخبطة والتحول والأمور الغريبة الذي حدث له، فتارة وجد نفسه في غابة وتارة في جو كئيب باللون الزمردي وتارة يجد نفسه أمام الكائنات الغريبة، فكلما يمس الجدار ستأتي بالمنام بشكل مختلف، وميزة اللعبة أنها تنتقل من مرحلة عشوائية إلى مرحلة أخرى.

## الموقع الخارجي
- الموقع الرسمي للمطور أوسامو ساتو (الإنكليزية)